# خوان بابلو فيرنانديز
خوان بابلو فيرنانديز (بالإسبانية: Juan Pablo Fernández) مواليد 30 سبتمبر 1988، هو لاعب كرة يد أرجنتيني يلعب كوسط مدافع. مثل منتخب الأرجنتين لكرة اليد. شارك في دورة الألعاب الأولمبية الصيفية سنة 2016. حقق المركز الأول في دورة الألعاب الأمريكية 2011.

## سجل المنافسة
شارك في البطولات التالية:
- بطولة العالم لكرة اليد للرجال 2015
- الألعاب الأولمبية الصيفية 2016

## الميداليات
| الميدالية | المسابقة                    |
| --------- | --------------------------- |
| ذهبية     | دورة الألعاب الأمريكية 2011 |
| فضية      | دورة الألعاب الأمريكية 2015 |

## روابط خارجية
- خوان بابلو فيرنانديز على موقع أوليمبيديا (الإنجليزية)
- خوان بابلو فيرنانديز على موقع اللجنة الأولمبية الأرجنتينية (الإسبانية)